# لمبیت اولفساک
لِمبیت اولفساک (انگلیسی: Lembit Ulfsak؛ زادهٔ ۴ ژوئیه ۱۹۴۷ درگذشته ۲۲ مارس ۲۰۱۷ (۶۹ سال)) هنرپیشه سینما و تئاتر اهل کشور استونی بود.وی در فیلم نارنگی‌ها بازی بسیار خوبی ارائه داد و فیلم مذکور نامزد جایزه اسکار شد.

## فیلمشناسی
از فیلم‌هایی که وی در آن نقش داشته می‌توان به نارنگی‌ها و شمشیرباز اشاره کرد.